# Yvonne Cavalle-Reimers
Yvonne Cavalle-Reimers (* 22. Mai 1992 in Palma de Mallorca) ist eine spanische Tennisspielerin.

## Karriere
Cavalle-Reimers begann mit fünf Jahren das Tennisspielen, ihr bevorzugter Belag ist laut ITF-Spielerprofil der Sandplatz. Sie spielt hauptsächlich auf Turnieren der ITF Women’s World Tennis Tour, auf der sie bereits sieben Einzel- und 32 Doppeltitel gewinnen konnte.

## Turniersiege

### Einzel
| Nr. | Datum            | Turnier    | Kategorie   | Belag        | Finalgegnerin        | Ergebnis        |
| --- | ---------------- | ---------- | ----------- | ------------ | -------------------- | --------------- |
| 1.  | 23. Juli 2011    | Casablanca | ITF $10.000 | Hartplatz    | Ximena Hermoso       | 7:5, 4:6, 6:3   |
| 2.  | 30. Juli 2011    | El Jadida  | ITF $10.000 | Sand         | Sybille Gauvain      | 6:1, 6:0        |
| 3.  | 23. März 2014    | Le Havre   | ITF $10.000 | Sand (Halle) | Martina Colmegna     | 2:6, 6:4, 6:3   |
| 4.  | 28. Februar 2015 | Palmanova  | ITF $10.000 | Sand         | Josephine Boualem    | 6:1, 6:2        |
| 5.  | 30. Juni 2019    | Madrid     | ITF W15     | Hartplatz    | Ioana Loredana Roșca | 7:64, 5:7, 7:63 |
| 6.  | 11. Oktober 2020 | Monastir   | ITF W15     | Hartplatz    | María Lourdes Carlé  | 6:3, 7:64       |
| 7.  | 30. Januar 2022  | Manacor    | ITF W25     | Hartplatz    | İpek Öz              | 6:2, 6:2        |

### Doppel
| Nr. | Datum              | Turnier                  | Kategorie     | Belag     | Partnerin                          | Finalgegnerinnen                                          | Ergebnis          |
| --- | ------------------ | ------------------------ | ------------- | --------- | ---------------------------------- | --------------------------------------------------------- | ----------------- |
| 1.  | 28. Oktober 2010   | St. Cugat                | ITF $10.000   | Sand      | Carmen Lopez-Rueda                 | Desiree Schelenz Jana Sisikowa                            | 6:3, 7:5          |
| 2.  | 16. September 2011 | Lleida                   | ITF $10.000   | Sand      | Isabel Rapisarda-Calvo             | Arabela Fernández Rabener Viktorija Golubic               | 6:2, 7:65         |
| 3.  | 4. Februar 2012    | Mallorca                 | ITF $10.000   | Sand      | Lucia Cervera-Vazquez              | Alice Balducci Anne Schäfer                               | 7:5, 6:4          |
| 4.  | 6. April 2012      | Torrent                  | ITF $10.000   | Sand      | Isabel Rapisarda-Calvo             | Ksenija Mileuskaja Anastassija Muchametowa                | 4:6, 7:63, [10:8] |
| 5.  | 13. September 2012 | Lleida                   | ITF $10.000   | Sand      | Tatiana Búa                        | Cornelia Lister Chiara Mendo                              | 6:2, 6:3          |
| 6.  | 24. Mai 2013       | Girona                   | ITF $10.000   | Sand      | Lucia Cervera-Vazquez              | Gaia Sanesi Giulia Sussarello                             | 7:64, 6:4         |
| 7.  | 13. Juni 2014      | Madrid                   | ITF $10.000   | Sand      | Lucia Cervera-Vazquez              | Charlotte Roemer Olga Sáez Larra                          | 6:2, 4:6, [10:5]  |
| 8.  | 2. August 2014     | Scharm asch-Schaich      | ITF $10.000   | Hartplatz | Alina Michejewa                    | Linda Prenkovic Naomi Totka                               | 6:3, 7:5          |
| 9.  | 26. Juni 2015      | Lenzerheide              | ITF $25.000   | Sand      | Karin Kennel                       | Xenia Knoll Antonia Lottner                               | kampflos          |
| 10. | 12. August 2016    | Las Palmas               | ITF $10.000   | Sand      | Charlotte Roemer                   | Arabela Fernández Rabener Almudena Sanz-Llaneza Fernandez | 6:3, 6:4          |
| 11. | 1. April 2017      | Hammamet                 | ITF $15.000   | Sand      | Irene Burillo Escorihuela          | Charlotte Roemer Isabelle Wallace                         | 6:4, 6:3          |
| 12. | 20. Oktober 2017   | Riba                     | ITF $25.000   | Sand      | Guadalupe Pérez Rojas              | Estrella Cabeza Candela Ángela Fita Boluda                | 6:4, 6:4          |
| 13. | 1. Dezember 2017   | Castellon                | ITF $15.000   | Sand      | Luisa Stefani                      | Ren Jiaqi Wang Xiyu                                       | 6:3, 6:1          |
| 14. | 14. Juli 2018      | Getxo                    | ITF $25.000   | Sand      | Ángela Fita Boluda                 | Marina Bassols Ribera Guiomar Maristany Zuleta de Reales  | 6:3, 6:2          |
| 15. | 21. Juli 2018      | Figueira da Foz          | ITF $25.000+H | Hartplatz | Andrea Gámiz                       | Swjatlana Piraschenka Jessika Ponchet                     | 6:2, 7:5          |
| 16. | 26. Januar 2019    | Manacor                  | ITF W15       | Sand      | Rebeka Masarova                    | Irina Cantos Siemers Júlia Payola                         | 6:4, 6:3          |
| 17. | 21. Dezember 2019  | Monastir                 | ITF W15       | Hartplatz | Bojana Marinković                  | Nadia Echeverría Alam Aurora Zantedeschi                  | 5:7, 6:2, [11:9]  |
| 18. | 7. Februar 2020    | Palmanova                | ITF W15       | Sand      | Ángela Fita Boluda                 | Celia Cerviño Ruiz María Gutiérrez Carrasco               | 6:2, 7:65         |
| 19. | 19. September 2020 | Melilla                  | ITF W15       | Sand      | Ángela Fita Boluda                 | Caijsa Wilda Hennemann Anna Sisková                       | 7:61, 6:4         |
| 20. | 10. Oktober 2020   | Monastir                 | ITF W15       | Hartplatz | Eliessa Vanlangendonck             | Bárbara Gatica Rebeca Pereira                             | 6:4, 7:64         |
| 21. | 5. Dezember 2020   | Monastir                 | ITF W15       | Hartplatz | Bojana Marinković                  | Nefisa Berberović Anita Husarić                           | 6:1, 6:4          |
| 22. | 4. September 2021  | Marbella                 | ITF W25       | Sand      | Ángela Fita Boluda                 | Bianca Fernandez Ana Lantigua de la Nuez                  | 6:3, 6:2          |
| 23. | 1. Oktober 2021    | Lissabon                 | ITF W25       | Sand      | Ángela Fita Boluda                 | Paula Ormaechea Natalija Stevanović                       | 3:6, 6:3, [10:4]  |
| 24. | 10. Juni 2022      | Madrid                   | ITF W25       | Hartplatz | Guiomar Maristany Zuleta de Reales | Jacqueline Cabaj Awad Walerija Sawinych                   | 6:4, 6:4          |
| 25. | 23. September 2023 | Ceuta                    | ITF W25       | Hartplatz | Ángela Fita Boluda                 | Katarina Kozarov Madison Sieg                             | 7:60, 6:3         |
| 26. | 17. November 2023  | Nules                    | ITF W15       | Sand      | Ángela Fita Boluda                 | Maryna Kolb Nadija Kolb                                   | 6:1, 6:2          |
| 27. | 13. April 2024     | Santa Margherita di Pula | ITF W35       | Sand      | Aurora Zantedeschi                 | Sapfo Sakellaridi Vasanti Shinde                          | 3:6, 6:4, [11:9]  |
| 28. | 1. Juni 2024       | Brescia                  | ITF W75       | Sand      | Aurora Zantedeschi                 | Schibek Qulambajewa Jekaterina Reingold                   | 3:6, 7:5, [10:6]  |
| 29. | 6. Juli 2024       | Rom                      | ITF W35       | Sand      | Aurora Zantedeschi                 | Leonie Küng Rasheeda McAdoo                               | 6:4, 6:4          |
| 30. | 2. August 2024     | Cordenons                | ITF W75       | Sand      | Aurora Zantedeschi                 | Nuria Brancaccio Leyre Romero Gormaz                      | 7:5, 2:6, [10:5]  |
| 31. | 17. August 2024    | Amstetten                | ITF W75       | Sand      | Eva Vedder                         | Miriam Škoch Jesika Malečková                             | 6:3, 6:2          |
| 32. | 12. Oktober 2024   | Cornellà de Llobregat    | ITF W100      | Hartplatz | Eva Vedder                         | Inès Ibbou Naïma Karamoko                                 | 7:5, 7:65         |